# Михайло-Заводское
Михайло-Заводское (укр. Михайло-Заводське) — село,
Михайловский сельский совет,
Апостоловский район,
Днепропетровская область,
Украина.
Код КОАТУУ — 1220386603. Население по переписи 2001 года составляло 944 человека.

## Географическое положение
Село Михайло-Заводское находится на правом берегу реки Каменка,
выше по течению на расстоянии в 3 км расположено село Михайловка,
ниже по течению на расстоянии в 4 км расположено село Каменка.
По селу протекает пересыхающий ручей с запрудой.
Рядом проходит автомобильная дорога Т-0419.

## Объекты социальной сферы
- Школа.
- 2 магазина.
- детский сад

## Религия
- Церковь Рождества Святой Богородицы. Дом молитвы ХВЕ.